# ای وی لی
ای وی لی (انگلیسی: Ivy Lee; ۱۶ ژوئیهٔ ۱۸۷۷ – ۹ نوامبر ۱۹۳۴) روزنامه‌نگار، و نویسنده اهل ایالات متحده آمریکا بود.
وی پدر روابط عمومی جهان و بنیان‌گذار اصول روابط عمومی است.
لی در سال ۱۹۰۶ اولین شرکت خصوصی که تنها خدمات روابط عمومی را به مشتریان خود ارائه می‌کرد در نیویورک تأسیس کرد